# ویلهلم دنیفل
ویلهلم دنیفل (انگلیسی: Wilhelm Denifl؛ زادهٔ ۱۰ نوامبر ۱۹۸۰) اسکی‌باز اهل اتریش است.